# Pyrestes nipponicus
Pyrestes nipponicus là một loài bọ cánh cứng trong họ Cerambycidae.